# Iville
Iville é uma comuna francesa na região administrativa da Normandia, no departamento de Eure. Estende-se por uma área de 8,72 km². Em 2010 a comuna tinha 440 habitantes (densidade: 50,5 hab./km²).